# Mercury Mountaineer
O Mountaineer é um utilitário esportivo de porte médio-grande da Mercury.

## Galeria
- Primeira geração (1997-2001)
- Segunda geração (2002-2005)
- Terceira geração (2005-2020)